# 빌리언스 (기업)
빌리언스(Billions)는 라텍스 고무 제품을 전문적으로 생산하는 코스닥 상장 기업이다. 주요 제품으로는 콘돔, 지샥크(손가락 골무), 장갑 세가지가 있다. 장갑은 의료용, 공업용, 방호용, 검진용 등으로 구분된다.

## 제품 및 사업
빌리언스의 주력 상품은 콘돔으로, 매출구성은 콘돔 61%, 장갑 25%, 지삭크 10% 가량으로 이루어진다. 유니더스의 신제품 '롱 러브 기능성 콘돔'은 미국 FDA 시판승인과 북미과학협회(NAMSA)의 안전성 검토를 통과하였다.
회사 규모는 에볼라 테마주로 급등하기 전인 2014년 상반기 시가총액이 100억 안팎으로, 코스닥 기준으로도 매우 작은 편이다. 주 매출을 차지하는 콘돔의 특성상 경기를 타지는 않으며, 매출액은 매년 지속적으로 200억대가 나온다.
충북대 등과 산학합동으로 천연고무 라텍스의 그라프트, 성형, 가공, 후처리 공정 등을 연구하고 있다.

## 테마
빌리언스(구 유니더스)는 증시에서 에볼라 테마주로 인식되고 있다. 그 이유는 에볼라 바이러스 질환이 유행하면서, 에볼라 바이러스가 남성의 정액에서 검출됐다는 소식에 콘돔을 제조하는 빌리언스 역시 에볼라 테마주로 분류되며 급등한 것이었다. 급등은 2014년 10월 7일부터 시작되어, 10월 17일의 최고가는 4,110원으로, 불과 10일만에 10월 6일 종가인 1,675원 대비 2.5배 가까이 올라 투자경고까지 받기도 했다.

## 사명변경
유니더스에서 바이오제네틱스, 경남바이오파마, 블루베리 NFT, 블레이드Ent, 마지막으로 현재의 상호로 변경하였다

## 같이 보기
- 듀렉스
- 테마주